# Segbana
Segbana, ook Ségbana, is een van de 77 gemeenten (communes) in Benin. De gemeente ligt in het departement Alibori en telt 89.081 inwoners (2013). De gemeente heeft een oppervlakte van 4471 km². Segbana grenst in het oosten aan Nigeria en er is een asfaltweg van Kandi, over Segbana, naar de grensovergang. Ook is er een asfaltweg van Segbana naar Nikki over Kalalé. De gemeente is onderverdeeld in vijf arrondissementen:
- Liboussou
- Lougou
- Libanté
- Segbana-Piami
- Sokotindji

## Bevolking
Anno 2020 telde de gemeente meer dan 100.000 inwoners, waarvan bijna 30.000 in het stedelijke arrondissement Segbana-Piami woonden. In 2002 telde de gemeente 52.639 inwoners.
De bevolking is etnisch divers, met grote groepen Boo, Fulbe, Hausa, Dendi, Yoruba, Baatombu en Fon.
Opm: Bevolkingscijfers in duizendtallen
Bron: Ségbana Commune in Benin; 1979-2013: volkstellingen
Bron: Institut National de la Statistique Benin; 2013: volkstelling

## Geschiedenis
Segbana is gesticht als landbouwnederzetting van de Boo (of Boko), een volk dat een Mandétaal spreekt. In 1963 kreeg Segbana een administratieve rol als onderprefectuur. In Segbana was er een beruchte gevangenis waar politieke gevangenen werden opgesloten.

## Geboren
- Bani Samari ( -2016), politicus

## Afbeeldingen

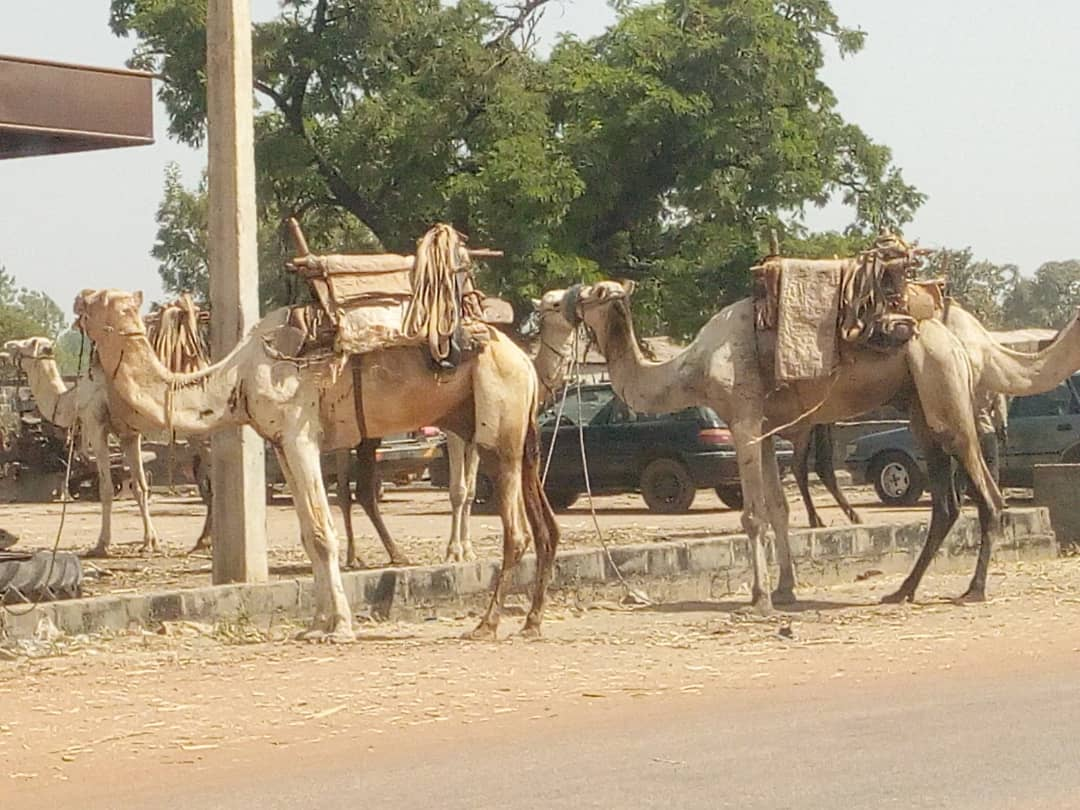
Groep kamelen aan de grensovergang
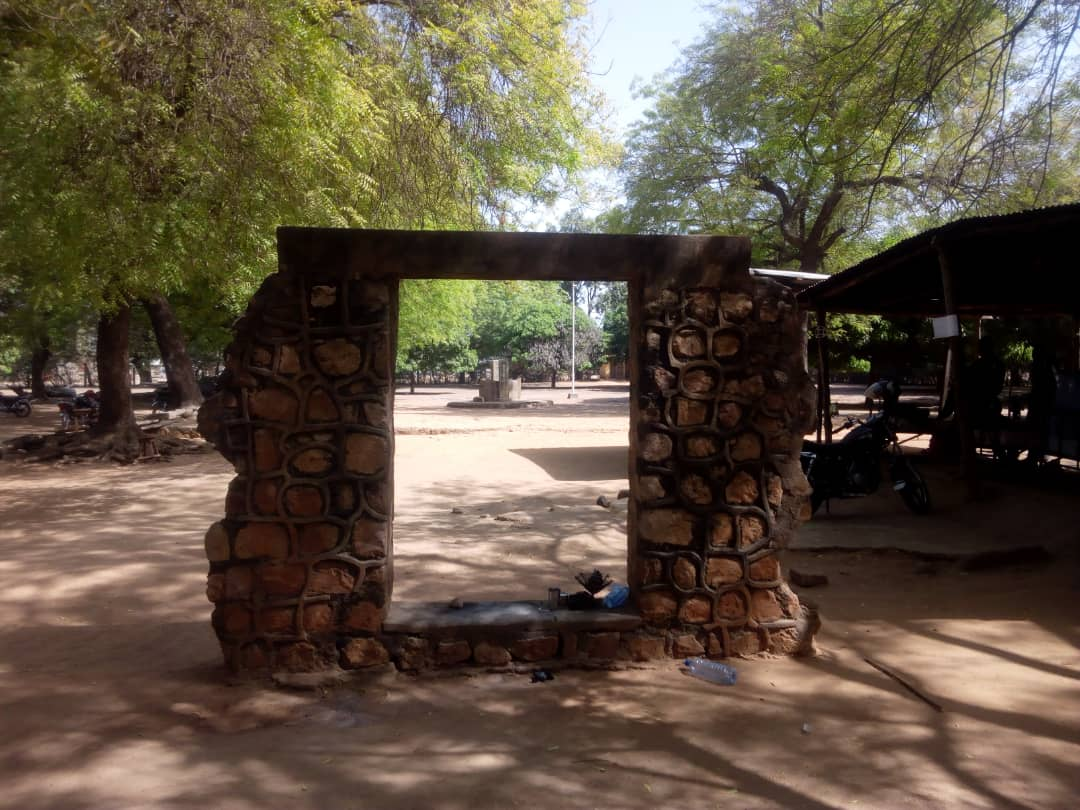
Ingang van de gevangenis